# Franz Anton Hoffmeister
Franz Anton Hoffmeister (Rottenburg am Neckar 12 de mayo de 1754 - Viena 9 de febrero de 1812) fue un compositor alemán.
Nacido en Rottenburg am Neckar, se trasladó a Viena a la edad de catorce años para estudiar Derecho. Al terminar sus estudios decidió seguir la carrera musical, y a mediados de 1780 se había convertido en uno de los compositores más populares de la ciudad, con un extenso y variado catálogo de obras.
Su reputación hoy en día se debe casi exclusivamente a sus actividades como editor de música. En 1785 fundó en Viena una de las primeras empresas de edición musical. Hoffmeister publicó sus propias obras y las de muchos compositores importantes de la época, entre ellos Haydn, Mozart, Beethoven, Clementi, Albrechtsberger, Dittersdorf y Vanhal. Estos famosos compositores también eran amigos personales de Hoffmeister. Mozart le dedicó su Cuarteto de cuerda n.º 20 en re mayor (KV 499), y Beethoven le dirigió una carta llamándolo su "más amado hermano".
Sus actividades como editor musical alcanzaron su cénit en 1791, pero a partir de entonces se dedica más a la composición. La mayoría de sus óperas fueron compuestas y escenificadas en la primera parte de la década de 1790, y esto, combinado con una aparente falta de buen sentido para los negocios, llevó a una notable disminución en su producción. 
En 1799 Hoffmeister y el flautista Franz Thurner realizan una gira de conciertos que debía llevarlos hasta Londres, pero no llegaron más allá de Leipzig, donde entabló amistad con el organista Ambrosius Kühnel. Ambos aparentemente decidieron crear una casa editorial musical en esta ciudad, ya que en menos de un año fundan el Bureau de Musique, que en 1802 publica la primera edición de las "Obras para teclado" de Johann Sebastian Bach en catorce volúmenes. Hasta 1805 Hoffmeister mantuvo su interés tanto por la editorial vienesa, como la nueva en Leipzig, pero en marzo de 1805 transfirió la propiedad del Bureau de Musique a Kühnel. Su interés por la empresa vienesa también disminuyó, y en 1806, aparentemente para dedicarle más tiempo a la composición, la vendió a la empresa Chemische Druckerey. 
Como compositor Hoffmeister era muy respetado por sus contemporáneos, como puede verse en la nota publicada el año de su muerte en el Neues Gerber Lexikon der Tonkünstler:

Si echa un vistazo a sus numerosas y variadas obras, tendrá que admirar la diligencia y la habilidad de este compositor... Obtuvo para sí una merecida y amplia reputación por la originalidad de sus obras, que no sólo son ricas en la expresión emotiva, sino que también se distinguen por el interesante y adecuado uso de los instrumentos y por la posibilidad de ser ejecutadas. Este último rasgo debe agradecérselo a su conocimiento de los instrumentos, tan evidente que podría pensarse que fue un virtuoso en todos aquellos para los que compuso.

A Hoffmeister se le debe un extenso repertorio para flauta, no solamente conciertos, sino también música de cámara con la flauta como instrumento solista. Muchas de estas obras fueron compuestas en Viena debido al creciente número de músicos aficionados para quienes la flauta era su instrumento favorito. Además de la música para flauta, Hoffmeister compuso al menos ocho óperas, más de 50 sinfonías, varios conciertos (al menos 25 de ellos son para flauta), entre ellos el Concierto para viola y orquesta en D mayor, que aún es ejecutado frecuentemente, una gran cantidad de composiciones de música de cámara, música para piano y varias colecciones de canciones.

## Discografía
- Mozart, Hoffmeister - Arthur Grumiaux, Arrigo Pelliccia – Duos for violin and viola - Philips[3]
- Franz Anton Hoffmeister, Wilhelm Neuhaus, Hans-Jurgen Mohring, Cologne Chamber Orchestra, Helmut Muller-Bruhl – Piano Concerto In D Major, Op. 24 / Flute Concerto In D Major - Musical Heritage Society[4]
- Hoffmeister | Stamitz | Benda - Maxence Larrieu, Hans Stadlmair, Munich Chamber Orchestra – Les Concertos Hoffmeister, Stamitz, Benda - Barclay Records[5]
- Theodor von Schacht, Franz Anton Hoffmeister, Dieter Klöcker – Klarinettenkonzert B-Dur / Klarinettenkonzert B-Dur - Acanta[6]
- Sergei Nakariakov - Haydn, Hoffmeister, Mendelssohn – Concertos For Trumpet - Teldec[7]
- Hoffmeister, Lebrun, Fiala Und Koželuh – Albrecht Mayer, Kammerakademie Potsdam – Deutsche Grammophon[8]
- Franz Anton Hoffmeister: 12 Etudes For Viola - Marco Misciagna, viola - MM18[9]